# Halyna Hutchins
Halyna Hutchins (República Socialista Soviètica d'Ucraïna, 1979 - Alburquerque, 21 d'octubre de 2021) va ser una directora de fotografia ucraïnesa acreditada en el treball de més de trenta pel·lícules, curtmetratges i minisèries de televisió, incloent-hi les pel·lícules Arch Enemy, Darlin i Blindfire.

## Biografia
Va créixer en una base militar a l'Àrtida i estudiar periodisme a la Universitat de Kíiv. Després de viure en el Regne Unit, on va treballar en documentals, es va mudar a Los Angeles i va estudiar al conservatori de l'American Film Institute entre el 2013 i el 2015. Allà, un dels seus mentors va ser el director de fotografia Stephen Lighthill. El seu projecte de tesi, Hidden, va ser exhibit al festival de cinema Camerimage.
El 21 d'octubre del 2021, Hutchins treballava a Santa Fe, Nou Mèxic, com a directora de fotografia en el set de la pel·lícula Rust, quan l'actor Alec Baldwin va disparar una arma de foc d'utillatge, i la va ferir greument i també el director Joel Souza. Hutchins va morir a quaranta-dos anys, a causa de les lesions provocades per l'arma de foc, mentre era traslladada a un hospital a Alburquerque.